# Bettle Peak
Der Bettle Peak ist ein 1490 m hoher Berg im ostantarktischen Viktorialand. Er ragt westlich des Bowers-Piedmont-Gletschers und 10 km nördlich der Granite Knolls auf.
Das Advisory Committee on Antarctic Names benannte ihn nach dem US-amerikanischen Meteorologen James F. Bettle (1936–2013), wissenschaftlicher Leiter des United States Antarctic Research Program auf der McMurdo-Station im Jahr 1962.